# IC 1955
IC 1955 је спирална галаксија у сазвјежђу Мрежица која се налази на листи објеката дубоког неба у Индекс каталогу.
Деклинација објекта је - 57° 14' 31" а ректасцензија 3h 31m 24,7s. Привидна величина (магнитуда) објекта IC 1955 износи 15,0 а фотографска магнитуда 15,8. IC 1955 је још познат и под ознакама ESO 155-45, PGC 13086.